# José Magalhães Carneiro
José Magalhães Carneiro (Silvianópolis, 27 de janeiro de 1914) foi um político brasileiro do estado de Minas Gerais. Filho de Edmundo Bernardes Carneiro e Joaquina Teixeira Magalhães. Casou-se com Dalva Coutinho Carneiro e é pai de Vânia, Eustáquio, Iara, Humberto, Haroldo, Terezinha e Marília Carneiro.
José Magalhães Carneiro foi deputado estadual em Minas Gerais durante a 2ª legislatura (1951-1955).